# 高米迪 (電視動畫)
《高米迪》（義大利語：Gormiti, che miti）是一部法國和義大利合製的奇幻冒險電視動畫影集，改編自義大利同名玩具。電視動畫共三季，65集；第一季《高米迪：自然之王回歸！》（Gormiti - Il ritorno dei Signori della Natura）於2008年10月27日播出，第二季《高米迪：至高日蝕時代！》（Gormiti - L'era dell'eclissi suprema）於2009年10月29日播出，而第三季《高米迪：無機進化》（Gormiti - L'evoluzione Neorganic）則於2010年10月30日播出。
電視動畫2008年10月27日在Italia 1和J频道首播。2009年10月5日在美國卡通頻道以及英國CITV和尼克卡通開播。《高米迪》在中國由廣東博泰文化傳媒有限公司代理發行，中央電視台少兒頻道播出，並將前兩季合併為一季（52集），但未引進第三季的集數。
《高米迪》在全球獲得了良好的收視率和正面評價，尤其受到兒童觀眾歡迎。名為《高米迪大自然解放》的第二部動畫2012年在義大利開始播出；2018年推出同名第三部動畫，內容皆與首部無關。

## 登場人物
- 托比亞斯·「托比」·特里普（Tobias "Toby" Tripp）

愛好玩樂、冒險和惡作劇的少年，但不愛學習、時常因玩過頭而誤事，且害怕蜘蛛。比起留在寶座擔任守護者，更樂於前往高米島，也是較少被選為守護者的人。能變身成超級高米迪——海洋守護者，能控制自體產生的水以及海洋，也能在水下呼吸；在超級高米迪狀態下，還能控制長髮作戰。
- 尼古拉斯·「尼克」·特里普（Nicholas "Nick" Tripp）

托比的弟弟，但與兄弟相反，生性愛整潔，重視學業和禮節，因此常與托比發生爭執；相較其他成員，相當樂意被寶座選為守護者。團隊中的書呆子，擅於研究、制定計劃。能變身成超級高米迪——大地守護者，能控制岩石和地面，還有著巨大的力氣。
- 盧卡斯·旺森（Lucas Wanson）

為人友好、親切、喜歡園藝的棕膚少年。非常熱愛大自然，樂於照料花草樹木和鳥類，也討厭他人對此不尊重，但感情方面較為遲鈍，總忽視同學吉娜對自己的感情。能變身成超級高米迪——森林守護者，能控制或讓身軀化成植物。
- 潔茜卡·赫萊因斯（Jessica Herleins）

團隊中唯一的女成員，樂觀、勇敢、成熟，隨時準備冒著一切風險幫助朋友，常對托比的幼稚言行生氣。也是愛好時尚的購物狂，和同學吉娜是好友。能變身成超級高米迪——天空守護者，擁有飛行能力，能控制氣流。
- 瑞茲

孩子們連結地球與高米島的紐帶，會說話的小恐龍，更喜歡被稱為可怕的蜥蜴。當高米島遇到麻煩時，他會去找孩子們，且總是冒著被人看到的風險出現或嚇到孩子們。有遇到危險就逃跑的習慣。
- 波拉·皮克尼（Paula Pickney）

托比和尼克的鄰居女孩，總試圖逮到托比四人的祕密。
- 吉娜·羅倫（Gina Louren）

潔茜卡的好友，和她一樣痴迷於時尚，也是托比四人日常生活的好幫手。愛慕盧卡斯，且毫不遮掩地表現出來。

## 外部連結
- Il Mondo del Bambino | www.giochipreziosi.it Official corporate site of Giochi Preziosi, creators of Gormiti.
- 互联网电影数据库（IMDb）上《Gormiti: The Lords of Nature Return!》的资料（英文）